# Archäologische Gesellschaft im Landkreis Rotenburg (Wümme)
Die Archäologische Gesellschaft im Landkreis Rotenburg (Wümme) ist ein eingetragener Verein zur Förderung der archäologischen Denkmalpflege im Landkreis Rotenburg (Wümme). Der Verein wirkt eng mit der Kreisarchäologie Rotenburg (Wümme) zusammen, wo sich auch der Vereinssitz befindet.

## Gründung
Die Gründung erfolgte 1997 auf Initiative des damaligen Kreisarchäologen Wolf-Dieter Tempel (1937–2017). Sie fand bei einem Treffen persönlich geladener archäologisch Interessierter am 17. November 1997 in Zeven statt. An der Gründungsversammlung nahmen unter anderem die Abgeordneten des Niedersächsischen Landtages Hans-Cord von Bothmer und Bodo Räke, der Oberkreisdirektor Gerhard Blume sowie mehrere Abgeordnete des Landkreises Rotenburg (Wümme) teil. Am 22. April 1998 wurde der Verein in das Vereinsregister eingetragen.

## Vorstand
Der erste Vorstand nach der Gründung bestand aus:
- Wilhelm Brunkhorst (1. Vorsitzender 1997–2001)
- Ludwig Althaus (2. Vorsitzender 1997–2001)
- Rolf Guder (Schatzmeister 1997–2007)

2001 wurden 1. und 2. Vorsitzender abgelöst durch:
- Gerhard Blume (1. Vorsitzender 2001–2007)
- Rüdiger Bruns (2. Vorsitzender 2007–2017)

Bei der Neuwahl 2007 wurden der 1. Vorsitzende und der Schatzmeister neu gewählt:
- Reinhard Brünjes (1. Vorsitzender)
- Uwe Meitzner (Schatzmeister)

Der bislang letzte Wechsel im Vorstand fand 2017 statt, als Doris Brandt zur 2. Vorsitzenden gewählt wurde.

## Ziele und Logo
Die Archäologische Gesellschaft fördert nach §1 ihrer Satzung „[die] archäologische [...] Denkmalpflege und Forschung im Landkreis Rotenburg (Wümme), einschließlich wissenschaftlicher und aufklärender Veröffentlichungen, sowie musealer Präsentation der Forschungsergebnisse“. Diese Ziele verfolgt sie durch finanzielle Förderung der Kreisarchäologie Rotenburg (Wümme) oder andere Träger und die Durchführung eigener Maßnahmen. Weiterhin informiert sie die Öffentlichkeit durch Vorträge, Exkursionen und die Herausgabe eigener oder Förderung anderer archäologischer Publikationen.
Als Logo wurde die Umzeichnung einer Vogelfibel aus dem Frauengrab von Anderlingen gewählt. Das Frauengrab zählt mit einer vergoldeten gleicharmigen Fibel und zwei vergoldeten Vogelfibeln zu den herausragendsten Fundkomplexen im Landkreis Rotenburg (Wümme). Sie datieren in das 5. Jahrhundert n. Chr. Die Bestattung befand sich im gleichen Grabhügel wie die Steinkiste von Anderlingen.

## Aktivitäten

### Veranstaltungen
Die Archäologische Gesellschaft veranstaltet selbst Vorträge (im Schnitt fünf im Jahr) und bietet ein bis zwei Tagesexkursionen zu archäologischen Fundplätzen oder Ausstellungen an. In einem Rundschreiben für die Vereinsmitglieder wird auch auf archäologische bzw. historische Vorträge verwiesen, die in der Region stattfanden, aber nicht von der Archäologischen Gesellschaft selbst veranstaltet werden.

### Veröffentlichungen
Die Archäologische Gesellschaft gibt seit Band 8 (2000) zusammen mit dem Landkreis die Archäologischen Berichte des Landkreises Rotenburg (Wümme) heraus und beteiligt sich an den Herstellungskosten. Dafür bekommen die Mitglieder der Gesellschaft bei Erscheinen eines Bandes diesen als kostenlose Jahresgabe. Beide Institutionen zeichnen ebenfalls für die Herausgabe des Buchs Geschichtsspuren zwischen Wümme und Oste. 95 archäologische Ausflüge ins zentrale Elbe-Weser-Dreieck von Stefan Hesse und Wolf-Dieter Tempel verantwortlich. Darüber hinaus wurden von der Gesellschaft die 2002 erschienene Festschrift für Wolf-Dieter Tempel und die Veröffentlichung Am Rande der Archäologie – Begegnungen und Erlebnisse von Wolf-Dieter Tempel herausgegeben.

### Förderung
Die Archäologische Gesellschaft hat die Anschaffung von Fachliteratur für die Bibliothek der Kreisarchäologie, Ausgrabungen (Groß Meckelsen, Wittorf), Druckkosten (Archäologische Berichte, „Wegweiser“, Festschrift), die Analyse von Phosphatproben, die Anschaffung von Spezialsoftware, den Erwerb eines Tachymeters und die Durchführung von Tagungen gefördert. Als eigene Projekte wurden der Druck von Publikationen finanziert, eine Internetseite erstellt sowie die wissenschaftliche Aufarbeitung einer archäologischen Sammlung beauftragt. In 20 Jahren betrug die Fördersumme für archäologische Projekte über 100.000 Euro.